# Photograph: The Very Best of Ringo Starr
Photograph: The Very Best of Ringo Starr (рус. Фотограф: Самое лучшее Ринго Старра) (последнее слово визуально изображено как ) — сборник лучших песен Ринго Старра, выпущенный 28 августа 2007 года лейблами EMI, Apple, Capitol на CD-диске, а также в виде пакета цифровых файлов для загрузки через iTunes, озаглавленного (в отличие от CD-альбома) Photograph: The Digital Hits.
Photograph: The Very Best of Ringo Starr — первый сборник лучших песен Старра после выпуска в 1975 году сборника Blast from Your Past. Выпуск сборника совпал с выпуском первых четырёх альбомов Старра, записанных для EMI, в виде пакета цифровых файлов для загрузки через Интернет (Music download), вышедшего в тот же день. Вышло также «издание для коллекционеров» (англ. collector' edition), в которое вошёл DVD с рекламными роликами и видеоклипами, снимавшимися для альбомов Старра, песни с которых вошли в сборник.
Сборник стартовал в чарте альбомов Великобритании 2 сентября 2007 на 26-м месте (наивысшее место для дебюта среди альбомов Старра, включая альбом Goodnight Vienna, который в 1974 году дебютировал в чарте на 30-м месте, которое оказалось для него самым высоким за время нахождения в чарте). Всего пластинка находилась в британском чарте UK Top 100 три недели. В альбомном рейтинге США Photograph: The Very Best of Ringo Starr находился две недели, стартовав на 130-м месте; за первую неделю было продано 5426 экземпляров альбома.
Альбом примечателен тем, что в него включены все песни с первого сборника лучших хитов Старра 1975 года Blast from Your Past.

## Список композиций
| №                   | Название                                            | Автор(ы)                                           | Исходный релиз и дата выпуска       | Длительность |
| ------------------- | --------------------------------------------------- | -------------------------------------------------- | ----------------------------------- | ------------ |
| 1.                  | «Photograph»                                        | Ричард Старки, Джордж Харрисон                     | Ringo, 1973                         | 3:58         |
| 2.                  | «It Don’t Come Easy»                                | Ричард Старки                                      | внеальбомный сингл, 1971            | 3:01         |
| 3.                  | «You’re Sixteen (You’re Beautiful and You’re Mine)» | Боб Шерман, Ричард Шерман                          | Ringo, 1973                         | 2:49         |
| 4.                  | «Back Off Boogaloo»                                 | Ричард Старки                                      | внеальбомный сингл, 1972            | 3:19         |
| 5.                  | «I’m the Greatest»                                  | Джон Леннон                                        | Ringo, 1973                         | 3:26         |
| 6.                  | «Oh My My»                                          | Вини Понсия, Ричард Старки                         | Ringo, 1973                         | 4:15         |
| 7.                  | «Only You (And You Alone)»                          | Бак Рэм, Энди Рэнд                                 | Goodnight Vienna, 1974              | 3:24         |
| 8.                  | «Beaucoups of Blues»                                | Базз Рабин                                         | Beaucoups of Blues, 1970            | 2:33         |
| 9.                  | «Early 1970»                                        | Ричард Старки                                      | Би-сайд сингла «It Don’t Come Easy» | 2:18         |
| 10.                 | «Snookeroo»                                         | Элтон Джон, Берни Топин                            | Goodnight Vienna, 1974              | 3:24         |
| 11.                 | «No No Song»                                        | Хойт Экстон, Дэвид Джексон                         | Goodnight Vienna, 1974              | 2:31         |
| 12.                 | «(It’s All Down To) Goodnight Vienna»               | Джон Леннон                                        | Goodnight Vienna, 1974              | 3:02         |
| 13.                 | «Hey! Baby»                                         | Маргарет Кобб, Брюс Шаннель                        | Ringo’s Rotogravure, 1976           | 3:10         |
| 14.                 | «A Dose of Rock ’n’ Roll»                           | Карл Гросманн                                      | Ringo’s Rotogravure, 1976           | 3:54         |
| 15.                 | «Weight of the World»                               | Брайан О’Доэрти, Фред Велес                        | Time Takes Time, 1992               | 3:24         |
| 16.                 | «King of Broken Hearts»                             | Ричард Старки, Марк Хадсон, Дин Гракал, Стив Дудас | Vertical Man, 1998                  | 4:43         |
| 17.                 | «Never Without You»                                 | Ричард Старки, Марк Хадсон, Гэри Николсон          | Ringo Rama, 2003                    | 5:23         |
| 18.                 | «Act Naturally» (дуэт с Баком Оуэнсом)              | Джонни Расселл, Вони Моррисон                      | Act Naturally, 1989                 | 3:00         |
| 19.                 | «Wrack My Brain»                                    | Джордж Харрисон                                    | Stop and Smell the Roses, 1981      | 2:21         |
| 20.                 | «Fading in and Fading Out»                          | Ричард Старки, Марк Хадсон, Гэри Бёрр              | Choose Love, 2005                   | 3:58         |
| Общая длительность: | Общая длительность:                                 | Общая длительность:                                | Общая длительность:                 | 67:53        |

| №  | Название                                            | Описание, год, режиссёр                                                                          | Длительность |
| -- | --------------------------------------------------- | ------------------------------------------------------------------------------------------------ | ------------ |
| 1. | «Sentimental Journey»                               | рекламный видеоролик, 1970 Нил Аспиналл                                                          | 3:16         |
| 2. | «It Don’t Come Easy»                                | рекламный видеоролик, 1971 Ринго Старр                                                           | 2:46         |
| 3. | «Back Off Boogaloo»                                 | рекламный видеоролик, 1972 Ринго Старр                                                           | 3:16         |
| 4. | «You’re Sixteen (You’re Beautiful and You’re Mine)» | рекламный видеоролик, 1973 Джек Марголис                                                         | 1:59         |
| 5. | «Only You (And You Alone)»                          | рекламный видеоролик, 1974 Стэнли Дорфман                                                        | 3:11         |
| 6. | «Act Naturally» (дуэт с Баком Оуэнсом)              | музыкальный клип, 1989 Джордж Блум                                                               | 4:25         |
| 7. | «Goodnight Vienna»                                  | рекламный ролик для альбома (за кадром голоса Ринго Старра и Джона Леннона), 1974 Стэнли Дорфман | 1:00         |

### Photograph: The Digital Hits
Список композиций и название издания для загрузки через iTunes отличаются от издания на CD. В «цифровой» альбом включены песни «Oo-Wee» (с альбома Goodnight Vienna), «Have You Seen My Baby» и расширенная версия «Six O’Clock» (обе — с альбома Ringo); они были добавлены вместо трёх исключенных песен — «Hey! Baby», «A Dose of Rock ’n’ Roll» и «King of Broken Hearts». К этому изданию прилагается и буклет (также в виде цифрового файла).

## Участники записи
Список составлен по сведениям базы данных Discogs.
- Ринго Старр — вокал, барабаны, акустическая гитара (в песне 9), фортепиано (в песне 9), перкуссия, клавишные (в песне 17)
- Бак Оуэнс — вокал (в песне 18)
- Вини Понсия — акустические гитары (в песне 1), гитары (в песне 3), гармонический вокал (в песне 6), бэк-вокал (в песне 14)
- Джимми Калверт — акустические гитары (в песне 1), гитары (в песнях 3, 6)
- Джордж Харрисон — 12-струнная акустическая гитара (в песне 1), гармонический вокал (в песне 1), гитара (в песнях 2, 5), слайд-гитара (в песнях 4, 9), акустическая гитара (в песнях 9, 18), фортепиано (в песне 9), соло на слайд-гитаре (в песне 16), соло-гитара (в песне 19), бэк-вокал (в песне 19)
- Стивен Стиллз — гитары (в песне 2)
- Джесси Эд Дэвис[англ.] — электрогитара (в песнях 7, 11), гитары (в песнях 12, 14)
- Стив Кроппер — электрогитара (в песне 7)
- Робби Робертсон — гитара (в песне 10)
- Питер Фрэмптон — гитара (в песне 14)
- Дэнни Кортчмар[англ.] — гитара (в песне 14)
- Марк Голденберг[англ.] — гитара (в песне 15)
- Стив Дудас — электрогитара (в песнях 16, 17), акустическая гитара (в песне 16)
- Марк Хадсон — акустическая гитара (в песнях 16, 20), бас, меллотрон (в песне 16), клавишные (в песне 16), перкуссия (в песне 16), бэк-вокал, электрогитара (в песне 20)
- Эрик Клэптон — гитарное соло (в песне 17)
- Гэри Бёрр[англ.] — акустическая гитара (в песнях 17, 20), бэк-вокал (в песнях 17, 20), электрогитара (в песне 20)
- Гэри Николсон[англ.] — 12-струнная акустическая гитара (в песне 17)
- Терри Кристофферсен — гитара (в песне 18)
- Билл Ллойд[англ.] — гитара (в песне 18)
- Регги Янг — гитара (в песне 18)
- Роберт Рэндольф — соло-гитара (в песне 20)
- Марк Мирандо — электрогитара (в песне 20)
- Никки Хопкинс — фортепиано (в песнях 1, 3), электропианино (в песне 11)
- Реджи Янг[англ.] — фортепиано (в песне 2), клавишные (в песне 4)
- Джон Леннон — фортепиано (в песнях 5, 12), гармонический вокал (в песне 5), акустическая гитара (в песне 7), вдохновение (в песне 12)
- Билли Престон — орган (в песнях 5, 6), фортепиано (в песне 6), электропианино (в песне 7), клавинет (в песне 12)
- Элтон Джон — фортепиано (в песне 10)
- Джеймс Ньютон Ховард — синтезатор (в песне 10)
- Джон Барлоу Джарвис[англ.] — клавишные (в песне 13)
- Доктор Джон — клавишные (в песне 14)
- Бенмонт Тенч[англ.] — клавишные (в песне 15)
- Джим Кокс — фортепиано Wurlitzer[англ.] (в песне 16), орган Хаммонда B3 (в песне 17), аранжировка духовых инструментов (в песне 20)
- Джим Шоу — фортепиано (в песне 18)
- Эл Купер — фортепиано (в песне 19), электрогитара (в песне 19)
- Рэй Купер — фортепиано (в песне 19), перкуссия (в песне 19), вокодер (в песне 19), бэк-вокал (в песне 19)
- Клаус Форман — бас, саксофон (в песне 4), акустическая гитара (в песне 9), добро (в песне 9)
- Кукер Ло Прести — бас (в песне 13)
- Джеймс «Хатч» Хатчинсон[англ.] — бас (в песне 15)
- Дойл Куртсингер — бас (в песне 18)
- Херби Флауэрс — бас (в песне 19), туба (в песне 19)
- Джим Келтнер — барабаны
- Джим Маккарти — барабаны (в песне 18)
- Лон Ван Итон[англ.] — перкуссия (в песне 1), гитары (в песнях 12, 13), духовые инструменты (в песне 12)
- Деррек Ван Итон[англ.] — перкуссия (в песне 1)
- Бобби Киз — соло на тенор-саксофоне (в песне 1), духовые инструменты
- Рон Кэттермоул — саксофоны (в песне 2), трубы (в песне 2)
- Том Скотт[англ.] — соло на саксофоне (в песне 6), аранжировка духовых инструментов (в песне 6)
- Джим Хорн[англ.] — аранжировка духовых инструментов (в песне 6)
- Тревор Лоуренс[англ.] — духовые инструменты
- Стив Мадайо — духовые инструменты (в песнях 10, 12)
- Чак Финдли[англ.] — духовые инструменты (в песне 10)
- Рэнди Брекер[англ.] — труба (в песнях 13, 14)
- Алан Янг — тенор-саксофон (в песнях 13, 14)
- Майкл Брекер — тенор-саксофон (в песнях 13, 14)
- Джордж Янг[англ.] — тенор-саксофон (в песнях 13, 14)
- Лью Дель Гатто — баритон-саксофон (в песнях 13, 14)
- Алан Рубин[англ.] — труба (в песне 14)
- Дэн Хиггинс[англ.], Гэри Грант — духовые инструменты (в песне 20)
- Пол Маккартни — вокальное соло (в песне 3)
- Чарли Маккой[англ.] — губная гармошка (в песне 8)
- Пит Хэм — бэк-вокал (в песне 2)
- Том Эванс — бэк-вокал (в песне 2)
- Гарри Нилсон — бэк-вокал
- Мэдлин Белл[англ.] — бэк-вокал (в песне 4)
- Лесли Дункан[англ.] — бэк-вокал (в песне 4)
- Марта Ривз[англ.], Мерри Клейтон[англ.] и друзья — бэк-вокал (в песне 6)
- The Jordanaires — бэк-вокал (в песне 8)
- Клайди Кинг[англ.] — бэк-вокал (в песнях 10, 12)
- Линда Лоуренс[англ.] — бэк-вокал (в песне 10)
- Джо Грин[англ.] — бэк-вокал (в песне 10)
- The Blackberries, The Masst Alberts — бэк-вокал (в песне 12)
- The Mad Mauries — бэк-вокал (в песне 13), хлопки в ладоши (в песне 13)
- Мелисса Манчестер[англ.] — бэк-вокал (в песне 14)
- Дуйч Хельмер — бэк-вокал (в песне 14)
- Джо Бин — бэк-вокал (в песне 14)
- Энди Стермер[англ.] — бэк-вокал (в песне 15)
- Роджер Мэннинг[англ.] — бэк-вокал (в песне 15)
- Джек Ницше — оркестровая и хоровая аранжировка (в песне 1)
- Грэм Прескетт — струнные аранжировки (в песне 16)
- Карл Фортуна — аккордеон (в песне 12)

## Позиции в хит-парадах
Еженедельные чарты:
| Хит-парад (2007)                       | Высшая позиция | Пребывание в чарте |
| -------------------------------------- | -------------- | ------------------ |
| Великобритания (Physical Albums Chart) | 25             | 3 недели           |
| Великобритания (UK Albums Chart)       | 26             | 3 недели           |
| США (Billboard 200)                    | 130            | 2 недели           |
| Шотландия (Scottish Albums Chart)      | 27             | 2 недели           |
| Япония (Oricon)                        | 84             | 2 недели           |